# Sotìr Ferrara

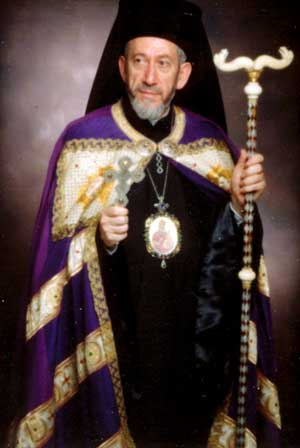
Bischof Sotìr Ferrara

Sotìr Ferrara (* 5. Dezember 1937 in Piana degli Albanesi; † 25. November 2017) war ein italienischer Geistlicher und italo-albanischer Bischof der Eparchie Piana degli Albanesi auf Sizilien.

## Leben
Sotìr Ferrara stammte aus Piana degli Albanesi, einem Ort auf Sizilien mit überwiegend albanischer Bevölkerung. Am 19. November 1961 empfing er die Priesterweihe.
Nachdem er am 15. Oktober 1988 zum Bischof von Piana degli Albanesi gewählt worden war, spendete ihm am 15. Januar 1989 in der Kathedrale von Piana degli Albanesi der Sekretär der Kongregation für die orientalischen Kirchen, Erzbischof Miroslav Stefan Marusyn die Bischofsweihe; Mitkonsekratoren waren Bischof Anárghyros Printesis, Apostolischer Exarch von Griechenland, und Ercole Lupinacci, Bischof der Eparchie Lungro. In der Sizilianischen Bischofskonferenz war Sotir Ferrara Delegierter für Ökumene und Interreligiösen Dialog.
Am 8. April 2013 nahm Papst Franziskus Ferraras altersbedingtes Rücktrittsgesuch an.